# 乔丹·维利莫夫斯基
乔丹·维利莫夫斯基（英語：Jordan Wilimovsky，1994年4月22日—）生于加利福尼亚州马里布，是一名美国男子游泳运动员，主攻长距离自由泳及公开水域游泳，曾就读于伊利诺伊州的西北大学。他的弟弟Alec是一名铁人三项选手。维利莫夫斯基在9岁时，曾报名参加救生员训练营，但未能通过游泳测试，他便决定当地的游泳俱乐部练习游泳。